# Chemical Injury Information Network
Das Chemical Injury Information Network (CIIN) ist eine gemeinnützige Organisation, die sich die Unterstützung und Interessensvertretung von chemisch Verletzten, also Patienten, die eine Vergiftung durch Chemikalien erlitten haben, zur Aufgabe gemacht hat. Das Hauptaugenmerk liegt dabei auf der Erkrankung MCS, deren ernsthafter Erforschung und der Stärkung der Patientenrechte.

## Geschichte
Das CIIN wurde im Jahr 1990 im US-Bundesstaat Montana gegründet, Zwischen Januar 1994 und Mai 1999 fusionierte CIIN mit der Organisation Environmental Access Research Network (EARN), die 1985 von der schwer betroffenen MCS-Patientin und 1999 verstorbenen Cindy Duehring ins Leben gerufen wurde, wofür diese 1997 den Alternativen Nobelpreis erhielt.

## Aufgaben
Das Chemical Injury Information Network ist eine Vereinigung mit dem Ziel, von MCS Betroffenen aktuelle  Informationen zu geben, ihnen Zugang zu medizinischer Forschung und einschlägiger Rechtsprechung zu ermöglichen. Als Netzwerk verbindet es Betroffene, um sie aus der Isolation zu holen sowie ihnen das Gefühl des Vergessenseins zu nehmen.
CIIN verbreitet zum Zwecke der Aufklärung Informationen über die negativen gesundheitlichen Auswirkungen von Chemikalien.
Seine Informationen stellt CIIN nicht nur der US-Regierung zur Verfügung, sondern auch den Regierungen der Europäischen Union, Kanadas, Costa Ricas, Finnlands, Neuseelands und Venezuelas.
CIIN steht in Kontakt mit Universitäten in Australien, Kanada, Deutschland, Philippinen, Mexiko und den USA. 
Es findet eine regelmäßige Zusammenarbeit mit medizinischem Personal aus Algerien, Australien, Österreich, Kanada, Deutschland, Indien, Schweden, Venezuela, Großbritannien und den USA statt.
CIIN verwaltet eine der größten existierenden privaten Bibliotheken zum Thema Vergiftung durch Chemikalien. Die Sammlung umfasst Literatur aus den Bereichen Wissenschaft, Medizin, Recht und Politik und steht medizinischem Personal, Gutachtern, Anwälten aber auch interessierten Laien zur Verfügung. CIIN erhält über 500 Anfragen pro Monat.

## Veröffentlichungen
Die Organisation veröffentlicht die monatlich erscheinende Zeitschrift Our Toxic Times
und Ratgeber für chemikalienempfindliche Verbraucher.

## Mitglieder
CIIN hat über 5000 Mitglieder in 35 Ländern. Die Mitgliedschaft kann durch eine jährliche Spende in beliebiger Höhe erlangt und aufrechterhalten werden. Geleitet wird die Organisation von Cynthia Wilson.